# Auskerry
Auskerry er en lille ø på den østlige del af Orkneyøerne. 
Navnet Auskerry Østre skær kommer fra det gamle nordiske, norrøne sprog. 2001 flyttede en familie på fem til øen. De renoverede et ældre hus og lever af at passe øens får.
Øens fyrtårn blev bygget i 1866. Øen var længe efter fyrtårnets automatisering i 1960erne ubeboet. Fyrtårnets tidligere beboelseshus anvendes i dag til feriehus.
Posten kommer kun en gang om måneden med en fiskekutter.
Øen er et specielt fredet beskyttelseområde for havterner og stormsvaler. 
Tidligere blev der ofte jaget sæler omkring øen. 
En vindmølle forsyner i nutiden det meste af øen med elektricitet. 